# Tachyta nana
Tachyta nana é uma espécie de insetos coleópteros pertencente à família Carabidae.
A autoridade científica da espécie é Gyllenhal, tendo sido descrita no ano de 1810.
Trata-se de uma espécie presente no território português.